# Complexo Real de Vale de Zebro
O Complexo Real de Vale de Zebro, ou Edifício dos Fornos de Biscoito de Vale do Zebro, é um edifício histórico de Portugal, situado na freguesia de Palhais e Coina, no município de Barreiro.

## História
O complexo inteiro em torno do prédio era constituído por 27 fornos de cozer biscoito, armazéns de trigo, cais de embarque e um moinho de maré de 8 moendas, o chamado moinho D’el Rei, o maior da região, além de vastas áreas de pinhal circundante.
A sua instalação deve remontar ao reinado de D. Afonso V, e era comparável a um outro existente em Lisboa, os Fornos da Porta da Cruz. Em conjunto constituíam as duas unidades régias que asseguravam o fabrico de todo o biscoito necessário aos empreendimentos marítimos da expansão e dos descobrimentos.
Ao nível local o Complexo de Vale de Zebro influenciou positivamente Palhais contribuindo para o seu desenvolvimento, atraindo uma elite de funcionários da coroa como Almoxarifes, Feitores, Escrivães, Mestres do Biscoito, Biscouteiros, etc.
Por outro lado, estas actividades exigiam grandes quantitativos de mão-de-obra. Nesse contexto, a Coroa recorreu à importação de escravos, empregues quer no Complexo Real, quer como escravos domésticos nas casas senhoriais. Em 1553 a quantidade de escravos era tal, que existia na Igreja de Nª Sª da Graça uma «Confraria do Rosário dos Homens Pretos».
Com o Terramoto de 1755, Vale de Zebro ficou praticamente destruído e todo o Complexo foi reedificado. São do período pombalino a fachada principal e as Galerias de fornos no interior.
A Escola de Fuzileiros, ali instalada desde 1961, consagrou uma parte do edifício ao Museu do Fuzileiro, onde apresenta uma colecção de objectos sobre a História e a evolução dos Fuzileiros em Portugal.